# The City (serie de televisión de 1995)
The City es una telenovela estadounidense que se emitió en la cadena ABC del 13 de noviembre de 1995 al 28 de marzo de 1997. La serie era una continuación de la serie Loving, que se emitió desde 1983 hasta 1995, y presentaba a los personajes centrales supervivientes del último gran arco argumental de esta última, en el que la mayoría de los personajes del programa fueron víctimas de un asesino en serie. Los personajes que sobrevivieron se trasladaron de Corinth, Pensilvania, a Nueva York y se instalaron en el barrio de SoHo, en Manhattan.
El programa fue cocreado por Agnes Nixon, la creadora de Loving, y los últimos  guionistas del programa, Barbara Esensten y James Harmon Brown. El programa ganó dos premios Daytime Emmy en el año1996.
Aunque fue iniciada por la creadora de Loving, Agnes Nixon, The City era diferente de otras telenovelas de su época, ya que la ciudad no era el escenario principal de la serie: el loft y sus alrededores tenían prioridad, y la ciudad era secundaria. Además, la serie se rodó en vídeo utilizando el proceso FilmLook durante toda su duración (una de las dos telenovelas que lo hicieron, Todos mis hijos también utilizó el proceso FilmLook de 2006 a 2010)
Una de las historias más atrevidas fue la que involucraba a un transexual. El fotógrafo Bernardo tuvo una aventura de una noche con la modelo Azure C. Fue a la esquina a comprar un zumo de naranja cuando vio una foto de Azure C antes de la operación de cambio de sexo. La agencia de modelaje la que ambos trabajaban tuvo que controlar mucho los daños. La historia comenzó a despegar, pero pronto se abandonó, en parte debido al tema, a las protestas de los grupos de derechos de los transexuales, que consideraban que la historia presentaba a las personas trans como una fuente de burla, y en parte debido a la escasa reacción a la actuación de la actriz Carlotta Chang. Azure y Bernardo se reconciliaron y dejaron la ciudad.
A pesar de contar con diversos actores conocidos, como Morgan Fairchild y Debbi Morgan, la serie no tuvo éxito. En un intento por recordar a los espectadores la historia bien recibida de "Loving Murders" de Loving, a mediados de 1996, el programa tenía a la mayoría de los personajes acechados (y algunos asesinados por) un asesino conocido como The Masquerader que dejó notas que decían "Happy Now". "El asesino al final resultó ser la novia de Danny, Molly Malone, cuyo comportamiento dulce y alegre ocultaba su verdadera naturaleza.
Varios meses después, Lorraine, que había encandilado a críticos y fanes en los meses finales de Loving, se unió al programa. Había dejado a su amor perdido hace mucho tiempo, Charles (el exesposo de Angie) y se unió a Nick Rivers, un alcohólico de mediana edad. Rivers compartió un pasado con Sydney Chase y había planes para unir a los dos (tenían una química palpable una década antes en la serie de corta duración Paper Dolls de ABC), pero los planes nunca se materializaron.

### El final
Morgan Fairchild sólo había firmado un contrato de un año y se marchó cuando éste expiró a finales de 1996. ABC la sustituyó por Jane Elliot, que era muy popular como la bruja Tracy Quartermaine en Hospital General (Elliot había ayudado previamente a producir Loving de 1994 a 1995). Cuatro meses antes de su llegada, Elliot retomó su papel en Hospital General durante el verano para cruzarse en La ciudad en otoño. Sin embargo, a pesar de la incorporación de Elliot al programa, los índices de audiencia siguieron siendo los más bajos de cualquier telenovela diurna y ABC anunció la cancelación del programa en febrero de 1997.
Dos meses después del final del programa, luego de transmitir episodios clásicos de las otras telenovelas de ABC (All My Children, One Life to Live y General Hospital) en ' horario de The City, ABC reemplazaría el programa con Port Charles, que permaneció hasta octubre. 2003. El programa proporcionó finales felices para la mayoría de sus personajes, pero cuando no lograron que Morgan Fairchild volviera a aparecer como Sydney Chase, el programa la mató con el asesino "Happy Now". El programa de entrevistas diurno The View usó el loft de Sydney Chase de The City hasta su quinta temporada.

## Reparto
Los personajes originales del programa incluían a los supervivientes de la historia del asesinato en Loving, incluidos Ally Alden (interpretada por Laura Wright ), Steffi Brewster (Amelia Heinle), Alex Masters (Randolph Mantooth ), Angie Hubbard (Debbi Morgan), Tess Wilder (Catherine Hickland ), Buck Houston (Philip Brown ), Danny Roberts (Ted King), Jocelyn Roberts (Lisa Lo Cicero ), Jacob Foster (Darnell Williams ), Frankie Hubbard (Alimi Ballard ), Richard Wilkins (Corey Page) y Tony Soleito (Jorge Palermo). Entre los personajes originales estaban Zoey (Joni Allen), Nick Rivers (Roscoe Born ), Joey Soleito (James Sioutis), Bernard Castro (Philip Anthony-Rodriguez ), Sydney Chase (Morgan Fairchild), Azure C (Carlotta Chang) y Molly Malone (Melissa Dye).
Angie Hubbard y su hijo Frankie fueron personajes que se originaron a principios de la década de 1980 en All My Children y fueron trasplantados a Loving en 1993. Así, con el estreno de The City en 1995, Angie y Frankie se convirtieron en las dos primeras personas que han sido personajes regulares en tres telenovelas de ABC. Del mismo modo, el personaje de Angie, Debbi Morgan, se convirtió en el primer actor en interpretar al mismo personaje como habitual en tres telenovelas diferentes.
Los personajes de Loving, Cooper Alden (Michael Weatherly) y Deborah Alden (Nancy Addison) hicieron breves apariciones al comienzo de la serie. Para 1996, varios miembros del elenco original ya habían dejado la serie, incluidos Anthony-Rodriguez, Ballard, Chang, Dye, Fairchild y Heinle. Para refrescar al elenco y sustituir la partida de Fairchild, el programa dio la bienvenida a Tracy Quartermaine (un personaje del Hospital General, interpretado por Jane Elliot) al programa. Otros personajes nuevos incluyeron a Dillon Quartermaine (también de GH, interpretado por PJ Aliseo), Jared Chase (Joel Fabiani ), Carla Soleito (Amy Van Horne), Gino Soleito (Al Martino, Joseph Sirola) y Lorraine Hawkins (Maggie Rush) quien fue también en Loving hacia el final del espectáculo.

## Calificaciones
A la serie le fue mal desde el principio, situándose en el último lugar de 11 telenovelas y promediando una audiencia de 2,2 durante la mayor parte de la temporada televisiva 1995-96 (Loving había salido del aire promediando una audiencia de 2,5 entre los meses de septiembre y noviembre de 1995). Los índices de audiencia bajaron a 2,0 para la temporada televisiva 1996-97, y los productores trataron de ganar espectadores cruzando el popular personaje de Jane Elliot en General Hospital, Tracy Quartermaine, que apareció por primera vez en octubre de 1996. The City se situó en el último lugar de las 11 telenovelas en emisión hasta la primera semana de enero de 1997, incluso por debajo de la recién llegada Sunset Beach, pero un final de mes más fuerte de lo esperado en marzo de 1997, junto con una caída de audiencia de la recién llegada Sunset Beach, salvó a The City del último lugar de audiencia en sus dos temporadas en emisión. Tras la emisión del último episodio de The City, ABC emitió temporalmente en su lugar episodios clásicos de 30 minutos de All My Children, One Life to Live y General Hospital. Port Charles, que se estrenó en la franja horaria de The City en junio de 1997, registró un índice de audiencia de 2,6 en 1996-97, y no cayó por debajo del índice anual más bajo de The City hasta 2000-2001.

## Premios

### Ganador del Premio Emmy
- 1996 "Dirección de arte excepcional/Dirección escenográfica/Diseño escénico para una serie dramática"
- 1996 "Excelente edición de múltiples cámaras para una serie dramática"